# Richard Appora
Bertrand Guy Richard Appora-Ngalanibé OP (ur. 3 kwietnia 1972 w Bangi) – środkowoafrykański duchowny katolicki, biskup Bambari od 2017.

## Życiorys
Święcenia kapłańskie otrzymał 1 listopada 2004 w zakonie dominikanów. Pracował głównie jako wykładowca na wielu wyższych uczelniach centralnej Afryki. W latach 2014–2016 kierował krajową Konferencją Wyższych Przełożonych Zakonnych.
10 grudnia 2016 papież Franciszek mianował go biskupem koadiutorem diecezji Bambari. Sakry udzielił mu 25 marca 2017 kardynał Dieudonné Nzapalainga. Rządy w diecezji objął 28 kwietnia 2017 po śmierci poprzednika.